# Diablo II
Diablo II is een hack and slash-computerrollenspel van Blizzard Entertainment. Het spel is een sequel op Diablo. De gebeurtenissen uit Diablo: Hellfire worden in dit spel echter genegeerd vanwege de slechte recensies die dat spel kreeg.
Net als Diablo kon Diablo II via Battle.net online worden gespeeld. In april 2001 was Diablo II een van de populairste online spellen ooit.
Een uitbreidingspakket, getiteld Diablo II: Lord of Destruction, verscheen in 2001. Het voegde onder meer een extra act en twee karakterklassen toe.

## Gameplay
In het spel neemt de speler de rol aan van een held in gevecht met verschillende monsters. Het verhaal van Diablo II wordt verteld via vier acts (vijf met het uitbreidingspakket). Elk van deze acts volgt een vooraf vastgesteld pad met een aantal opdrachten. Daarnaast bevat elke act ook een paar optionele opdrachten. Elk van de vier acts eindigt met de vernietiging van een eindbaas.
Net als in het eerste Diablo-spel worden in Diablo II de levels willekeurig samengesteld met elke keer nieuwe monsters en andere voorwerpen die de speler kan vinden. In de singleplayermodus worden de samenstellingen van een level opgeslagen na de eerste keer. In de multiplayermodus varieert een level telkens.
In plaats van drie kan een speler in Diablo II uit vijf character classes kiezen: Necromancer, Amazon, Barbarian, Sorceress en Paladin. In het uitbreidingspakket komen hier de Druid en Assassin bij. Elke klasse heeft verschillende sterke en zwakke punten en andere vaardigheden om uit te kiezen. Diablo II onderscheidt zich van zijn voorganger in het feit dat de personages ditmaal unieke eigenschappen hebben en eigen acties kunnen uitvoeren. Dit bevordert de herspeelbaarheid van het spel, omdat elk van de personages zijn of haar eigen speelwijze kent.
Daarnaast is een mogelijkheid van het spel dat bepaalde (magische) items (bijvoorbeeld kleding, handschoenen, helmen en wapens) gevonden kunnen worden tijdens het spel om het gespeelde personage te verbeteren met bepaalde eigenschappen. Daarnaast kan een personage zich ontwikkelen door ervaring op te doen (zoals in elke role playing game), waardoor het personage beter wordt in diverse disciplines en bepaalde vaardigheden leert naar keuze van de speler.
Diablo II kent de mogelijkheid om de vier acts op drie moeilijkheidsniveaus te spelen: Normal, Nightmare en Hell. Om naar een hoger niveau te gaan moet de speler met een van de personages eerst het spel uitspelen op het vorige niveau. Als de moeilijkheid wordt verhoogd behoudt het spelpersonage zijn vaardigheden en verzamelde voorwerpen.
Naast zijn eigen character kan een speler ook computergestuurde personages inhuren. Deze zogenaamde Mercenaries volgen de speler overal en vallen vijanden aan.

## Verhaal
Het verhaal van Diablo II begint kort na het einde van het eerste Diablo-spel. Aan het einde van dat spel werd Diablo, the Lord of Terror, verslagen. De held die Diablo versloeg (bekend als “the Dark Wanderer”) steelt vervolgens de Soulstone waar Diablo aan het begin van het vorige spel in opgesloten zat. Hij stopt de steen in zijn eigen lichaam in de hoop zijn ziel voor altijd te kunnen bewaren. Echter, hij wordt al snel bezeten door het kwaad van Diablo.
Aan het begin van Diablo II zien we hoe de held geheel is overgenomen door Diablo en een groep demonen loslaat op een taverne.
Als speler speel je met een personage dat na de vernietiging van de taverne de Dark Wanderer volgt in de hoop hem te stoppen. Tijdens de vier acts ontmoet dit personage niet alleen Diablo, maar ook diens broers Mephisto en mits je de uitbreiding van diablo II hebt, Diablo II: Lord of Destruction, ook Baäl.

## Character classes

### Amazone
De Amazone (Engels: Amazon) is een “active-vaardigheid” –georiënteerde vechter. Haar vaardigheden zijn georiënteerd op bescherming, het gebruik van pijl-en-boog (verbonden met de krachten van ijs en vuur) en gebruik van de speer en lans (verbonden met krachten van bliksem en gif).
De amazone is in veel opzichten gelijk aan de Rogue (archer) uit Diablo.

### Barbarian
De Barbarian is de sterkste krijger in Diablo II. Hij is tevens de enige die met twee wapens tegelijk overweg kan (zogenaamd “Dual Wielding”).
Zijn vaardigheden zijn verdeeld over verschillende wapens, vechttechnieken en oorlogskreten. Hij is gebaseerd op de Warrior (krijger) klasse uit Diablo.

### Paladin
De Paladin is een krijger die vecht voor alles dat goed is. Om die reden heeft de paladijn vechttechnieken die variëren van frontale aanvallen tot anti-ondoden magie. Paladijnen kunnen worden gecategoriseerd in groepen, afhankelijk van hun primaire vechtkunst zoals: FoHers, Hammerdins, Smiters, Zealots en Avengers.

### Sorceress
De Sorceress richt zich geheel op elementaire spreuken in de categorieën: ijs, bliksem en vuur. Met haar ijsspreuken kan ze vijanden vertragen of zelfs geheel bevriezen, wat hen extra kwetsbaar maakt. Bliksem en vuur zijn bedoeld voor aanvallen vanaf afstand.
Tovenaressen hebben echter zeer weinig hitpoints wat ze erg kwetsbaar maakt. Ook zijn ze van alle klassen het meest afhankelijk van mana. Sorceressen zijn de enigen die kunnen teleporteren zonder een speciaal item te dragen wat dat mogelijk maakt.

### Necromancer
De Necromancer is net als de tovenares een personage dat magie gebruikt, maar op een andere manier. De Necromancer kan een leger van doden oproepen om te vechten voor hem. Zelf kan hij directe schade toebrengen aan een vijand via gif- en botspreuken zoals Corpse explosion (een spreuk die het lijk van een reeds verslagen monster doet exploderen). Necromancers kunnen verder vervloekingen uitspreken over hun vijanden, die hierdoor kwetsbaarder worden.

## Online spelen
Net als Diablo I werd Diablo II gemaakt met online spelen in gedachten. Zo’n online spel kan door acht spelers tegelijk worden gespeeld. Ze kunnen samenwerken of tegen iedereen vechten. Samen tegen de monsters vechten wordt in dit soort spellen ook wel PvM genoemd (player vs. monster) waar tegen elkaar vechten juist PvP genoemd wordt (player vs. player). Online spelen wordt gedaan in het battlenet. Helaas is het Battlenet niet heel erg goed beschermd, waardoor er vals gespeeld kan worden. Twee voorbeelden hiervan zijn farming-bots (programma's die spullen voor je verzamelen) en de maphack, een manipulatie waardoor je de gehele kaart te zien krijgt, in plaats van deze te moeten verkennen.

## Secret Cowlevel
Een bekend easter egg in Diablo II is de Secret cowlevel (Ned. Geheime koeienniveau) waar gewapende koeien de speler aanvallen. De grap is begonnen, toen zich er een gerucht verspreidde op het internet dat er zich een Secret cowlevel bevond in het oorspronkelijke Diablo. De makers van Diablo hebben dit opgepakt om een daadwerkelijk "cowlevel" te maken in Diablo II. Dit "cowlevel" is ondertussen in latere spellen van Blizzard Entertainment een gimmick geworden, bijvoorbeeld ook in het spel World of Warcraft.

## Ontvangst
Diablo II was een groot succes voor Blizzard. In 2000 kreeg het spel zelfs een plaats in het Guinness Book of Records als snelst-verkopende computerspel ooit, met meer dan 1 miljoen verkochte exemplaren in de eerste twee weken.

## Trivia
- Het spel is opgenomen in het boek 1001 Video Games You Must Play Before You Die van Tony Mott.

## Diablo II: Resurrected
Diablo II: Resurrected is een remaster van het oorspronkelijke spel dat werd aangekondigd in februari 2021 tijdens het jaarlijks gehouden BlizzCon-evenement. Het spel is uitgebracht op 23 september 2021 voor de Nintendo Switch, PlayStation 4, PlayStation 5, Windows, Xbox One en Xbox Series X.

### Ontwikkeling
Volgens de oorspronkelijke ontwikkelaars was er lange tijd onzekerheid over of een remaster nog mogelijk was. Delen van de broncode ontbraken vanwege een probleem met het toenmalige back-upsysteem. Door reconstructie uit diverse bronnen en met hulp van de oorspronkelijke grafische artiesten was het uiteindelijk mogelijk om een remaster in productie te nemen.
Volgens Blizzard blijft de gameplay onveranderd ten opzichte van het origineel. De verbeteringen zijn hoofdzakelijk de grafische elementen in 4K-beeldresolutie en het geluid in 7.1 Dolby Surround.
Tijdens het spel is het met een knop mogelijk om te wisselen tussen de oorspronkelijke en de vernieuwde graphics.

### Ontvangst
Het spel werd positief ontvangen in recensies. Men prees de kwaliteit, eenvoudige gameplay en graphics. Kritiek werd gegeven op de soms gedateerde speelervaring. Op Metacritic, een recensieverzamelaar, heeft het spel een gemiddelde score van 79,7% voor alle platforms.